# کورلیس لامونت
کورلیس لامونت (انگلیسی: Corliss Lamontِ؛ ۲۸ مارس ۱۹۰۲ – ۲۶ آوریل ۱۹۹۵) فیلسوف سوسیالیست و اومانیست آمریکایی و مدافع جناح چپ و آزادی مدنی اهل ایالات متحده آمریکا بود. وی بین سال‌های ۱۹۲۸ تا ۱۹۹۵ میلادی فعالیت می‌کرد. او به‌عنوان بخشی از فعالیت‌های سیاسی خود، از اوایل دهه ۱۹۴۰، رئیس شورای ملی دوستی آمریکا و شوروی بود.
وی همچنین برندهٔ جوایزی همچون جایزه صلح گاندی شده است.